# مكتبة آشور بانيبال
مكتبة آشور بانيبال الملكية تأسست في القرن السابع قبل الميلاد وسميت نسبة إلى آشوربانيبال آخر أشهر ملوك الإمبراطورية الآشورية الحديثة. احتوت مجموعتها على آلاف ألواح الطين وبقايا نصوص نسبة كبيرة منها باللغة الأكدية احتوت على موضوعات مختلفة تعود للقرن السابع قبل الميلاد تحديدا سنة 668 إلى 627 قبل الميلاد.
بعد تدمير نينوى في 612 قبل الميلاد نتيجة تحالف بين البابليين والسكوثيون والميديون وهم شعب إيراني قديم، يعتقد أنه وأثناء اضرام النيران في القصر فقد اندلع حريق هائل طال المكتبة ما أدى إلى تسخين ألواح الطين و«انصهارها» بشكل كبير، إلا أن هذا الحدث ساهم في بقاء بعض من بقايا هذه الألواح. ومن أشهر المكتبات في بلاد النهرين وأعظمها مكتبة آشور بانيبال الذي لقب نفسه بـ عناية الحاكم الآشوري المثقف آشور بانيبال ملك العالم وملك الآشوريين ، مكتبة القصر الآشوري ، مكتبة قصر آشور بانيبال ، وقد اختلف العلماء حول مقدار مقتنياتها حيث قال البعض بأنها 1000 رُقم طيني ، ويذهب البعض بأنها أكثر من ذلك ، ومن الثابت أن الملك آشور بانيبال قد جمع في هذه المكتبة كل ما وجده في القصور الملكية لأجداده من الملوك السابقين وأضاف إليها كل ما استطاع جمعه في عصره وحفظ فيها الآف الألواح الطينية التي تمثل تراث حضارات ما بين النهرين في جميع فروع المعرفة وكانت المكتبة مفهرسة ومنظمة بصورة جيدة.
تم العثور على بعض البقايا المتعلقة بالمكتبة في موقع حفر أثري في كيونجيك (نينوى القديمة وعاصمة آشوريا) والتي بنيت عليها مدينة نينوى الحالية في شمال بلاد الرافدين (العراق حاليا).
نتيجة للحفظ والاستخدام السيئ لبعض من بقايا المكتبة المتبقية لم يتمكن علماء الآثار من ترميم معظمها.
معظم اكتشافات الموقع تمت من قبل الرحالة وعالم الآثار البريطاني أوستن هنري لايارد حيث تم نقل معظمها إلى إنجلترا هذا وتعرض بعض من بقايا المكتبة في المتحف البريطاني في لندن ومتحف اللوفر بباريس.